# 電気通信主任技術者規則
電気通信主任技術者規則（でんきつうしんしゅにんぎじゅつしゃきそく、昭和60年4月1日郵政省令第27号）は、電気通信事業法に基づき電気通信主任技術者について定めた総務省令である。

## 構成
2024年（令和6年）8月1日現在
第1章 総則
第2章 電気通信主任技術者試験
第3章 電気通信主任技術者資格の養成課程
第4章 電気通信主任技術者資格の認定
第5章 電気通信主任技術者資格者証の交付
第6章 指定試験機関
第7章 登録講習機関
第8章 雑則
附則

## 種別
2004年（平成16年）3月22日現在
第3条に次の2種が規定されている。
- 伝送交換主任技術者
- 線路主任技術者

### 従前の種別
変遷は#沿革を参照。
- 第一種伝送交換主任技術者
  - 伝送交換主任技術者に相当
- 第二種伝送交換主任技術者
  - 伝送交換主任技術者に相当、但し監督範囲に一部制限あり
- 線路主任技術者

従前の有資格者の資格者証の書換えは不要である。

## 指定機関
日本データ通信協会が国家試験の業務に対して指定されている。

## 認定施設者
総務大臣の認定を受けた学校等の団体は養成課程を実施できる。
この認定を受けた団体、つまり実施団体は本規則第30条により認定施設者と呼ばれる。

## 沿革
1985年（昭和60年）- 昭和60年郵政省令第27号として制定
2001年（平成13年）- 中央省庁再編で郵政省廃止、総務省設置
- 中央省庁等改革のための郵政省関係省令の整備に関する省令[3]第67条により総務省令となる。

2004年（平成16年）- 平成16年総務省令第44号による改正
- 第一種伝送交換主任技術者と第二種伝送交換主任技術者が統合された。
- 経過措置として以後の二年間、第二種伝送交換主任技術者に相当する国家試験が実施された。合格者は伝送交換主任技術者（特例試験）と呼ばれ、第二種伝送交換主任技術者に相当する。